# Niccolò Cassana

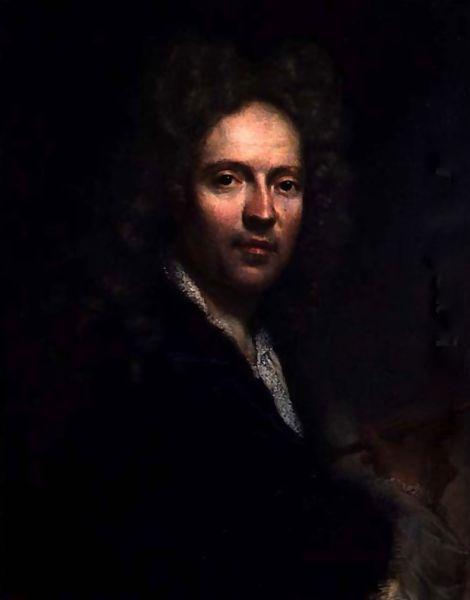
"Autoritratto" di Niccolò Cassana, 1695 ca., Firenze, Galleria degli Uffizi (Corridoio vasariano

Niccolò Cassana, detto Nicoletto, (Venezia, 1659 – Londra, 1714) è stato un pittore italiano, attivo durante il periodo del tardo-barocco.

## Biografia

### La giovinezza
Niccolò fu allievo del padre, il pittore genovese Giovanni Francesco Cassana, che gravitava intorno al più noto Bernardo Strozzi.
Niccolò aveva un fratello maggiore di un anno, Giovanni Agostino Cassana, detto l'abate Cassana, che fu anche lui pittore e si dedicò quasi esclusivamente alle nature morte e alla raffigurazione di animali.
Non esistono molte notizie certe sugli anni della formazione di Niccolò, che comunque avvenne nell'ambito del gusto 'tenebroso' in voga a Venezia in quel periodo. Si dedicò prevalentemente all'esecuzione di "teste di carattere" e ritratti, mantenendosi nell'ambito del naturalismo seicentesco, ma fu autore anche di quadri sacri e di soggetto mitologico.
È un dato di fatto che la produzione ritrattistica e quella delle "teste di carattere" del Cassana è oggi sufficientemente nota, anche se non così rilevante dal punto di vista quantitativo come la lunga operosità dell'artista potrebbe far supporre, mentre la conoscenza della sua attività come pittore di figura appare legata a pochissime opere.

### A Firenze e Londra

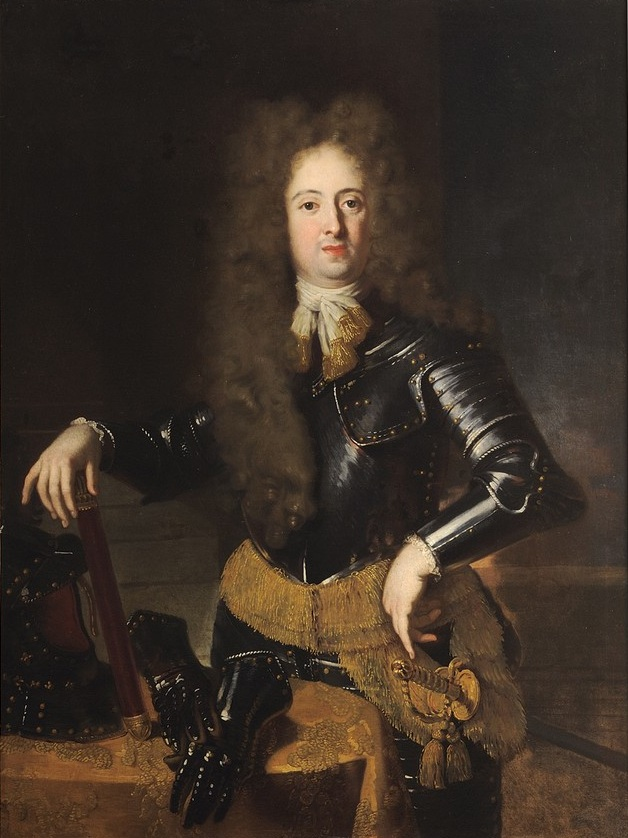
"Gran Principe Ferdinando de' Medici", ritratto da Niccolò Cassana (1712) ca.

Legato da un rapporto amichevole al Gran Principe Ferdinando de' Medici, il Cassana ebbe modo di operare anche a Firenze, facendosi apprezzare come ritrattista, ma anche come copista e restauratore. Un suo celebre restauro è stato l'allungamento di 50 cm per ogni lato della Pala Dei del Rosso Fiorentino, per permettere al dipinto di creare nella sala dov'era collocato un equilibrio con un dipinto del Fra Bartolomeo proveniente da San Marco e per creare maggior spazio alle figure nel dipinto, in linea con il gusto accademico del Seicento.
Nel 1711 si trasferì a Londra, dove fu introdotto a corte. In Inghilterra immortalò personaggi della nobiltà inglese e anche la stessa regina Anna Stuart, la quale lo nominò suo primo pittore e gli garantì uno stipendio considerevole. Purtroppo niente rimane della sua attività del periodo londinese.
Negli ultimi anni di vita l'artista aveva preso a bere e questo gli provocò problemi di salute sempre più gravi, fino alla morte, all'inizio del 1714, all'età di 54 anni.

### La rivalutazione dopo la metà del XX secolo
A partire dagli anni ’70 del XX secolo la figura di Niccolò Cassana è stata oggetto di ricerche piuttosto approfondite, che hanno tratto origine dalla pubblicazione delle lettere a lui indirizzate dal Gran Principe Ferdinando de' Medici, rese note nel 1937 da Gino Fogolari.
Il lavoro di alcuni studiosi dell'arte, in particolare Marco Chiarini,   Franca Zava Boccazzi  e Ugo Ruggeri,  ha permesso di fare luce su diversi aspetti dell'attività dell'artista, contribuendo a fornire qualche chiarimento ed una sostanziale rivalutazione della sua operosità.
Sul web è adesso possibile consultare l'Opera omnia di Niccolò Cassana in forma multimediale, che mostra tutte le opere attribuite all'artista (ultimo aggiornamento nel 2011), con le schede relative ad ognuna di esse.

## Galleria d'immagini

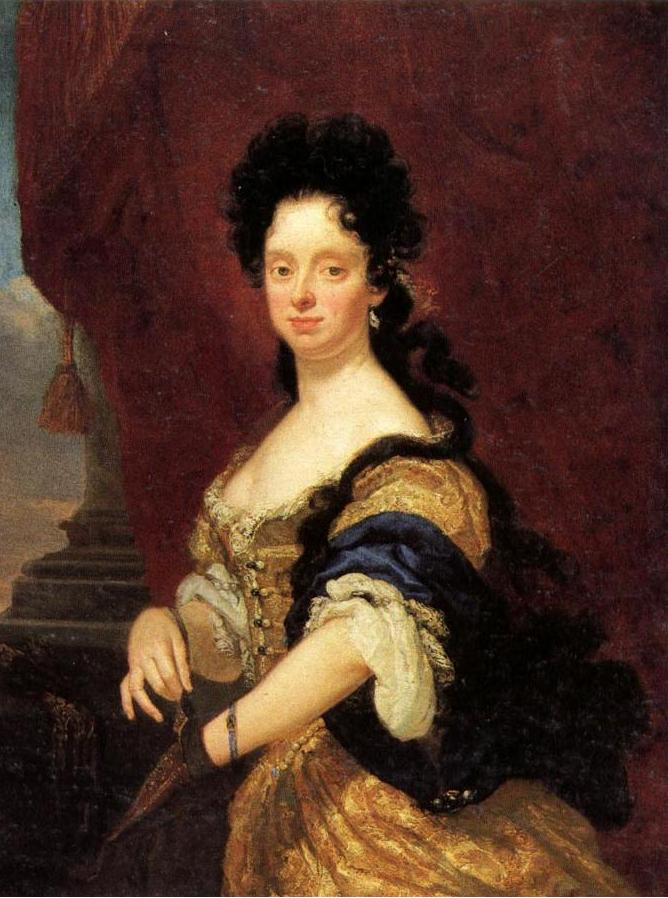
"Ritratto di Anna Maria Luisa de' Medici" (1700)
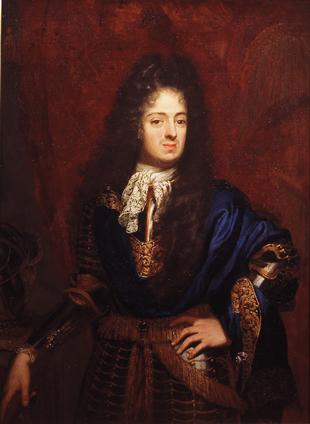
"Il Gran Principe Ferdinando de' Medici" (1687)
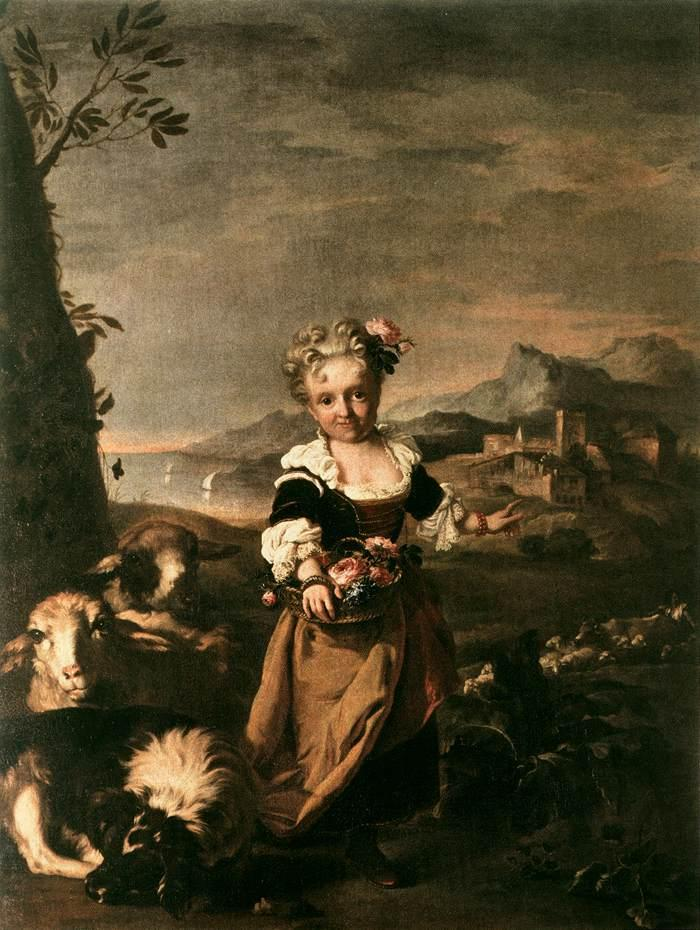
"Angiola Biondi, nana al servizio di Violante Beatrice di Baviera", (1707)
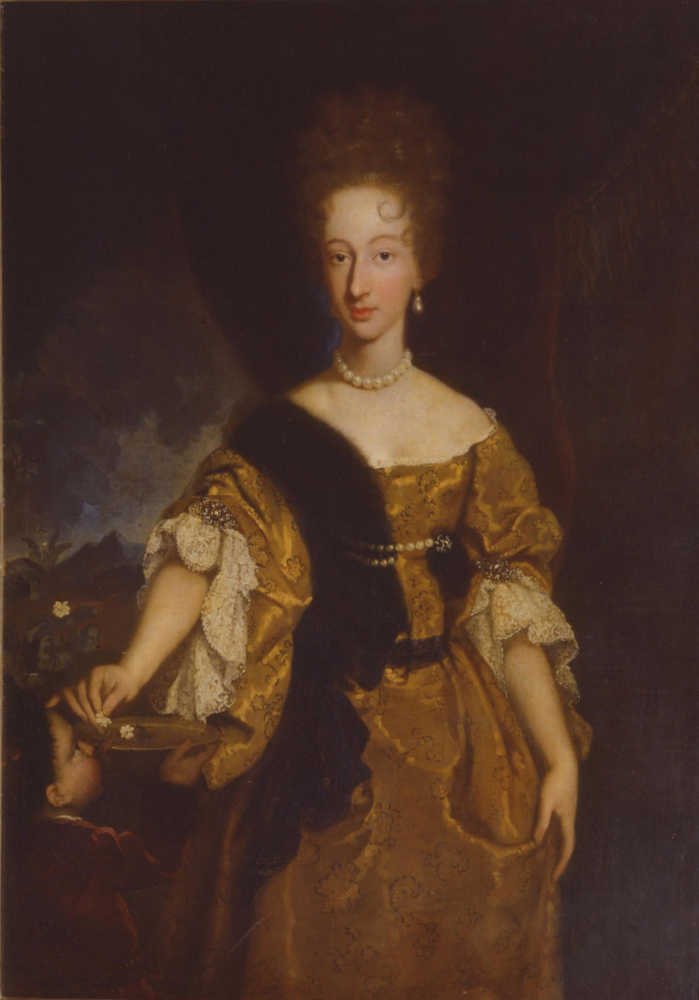
"Ritratto di Violante Beatrice di Baviera"
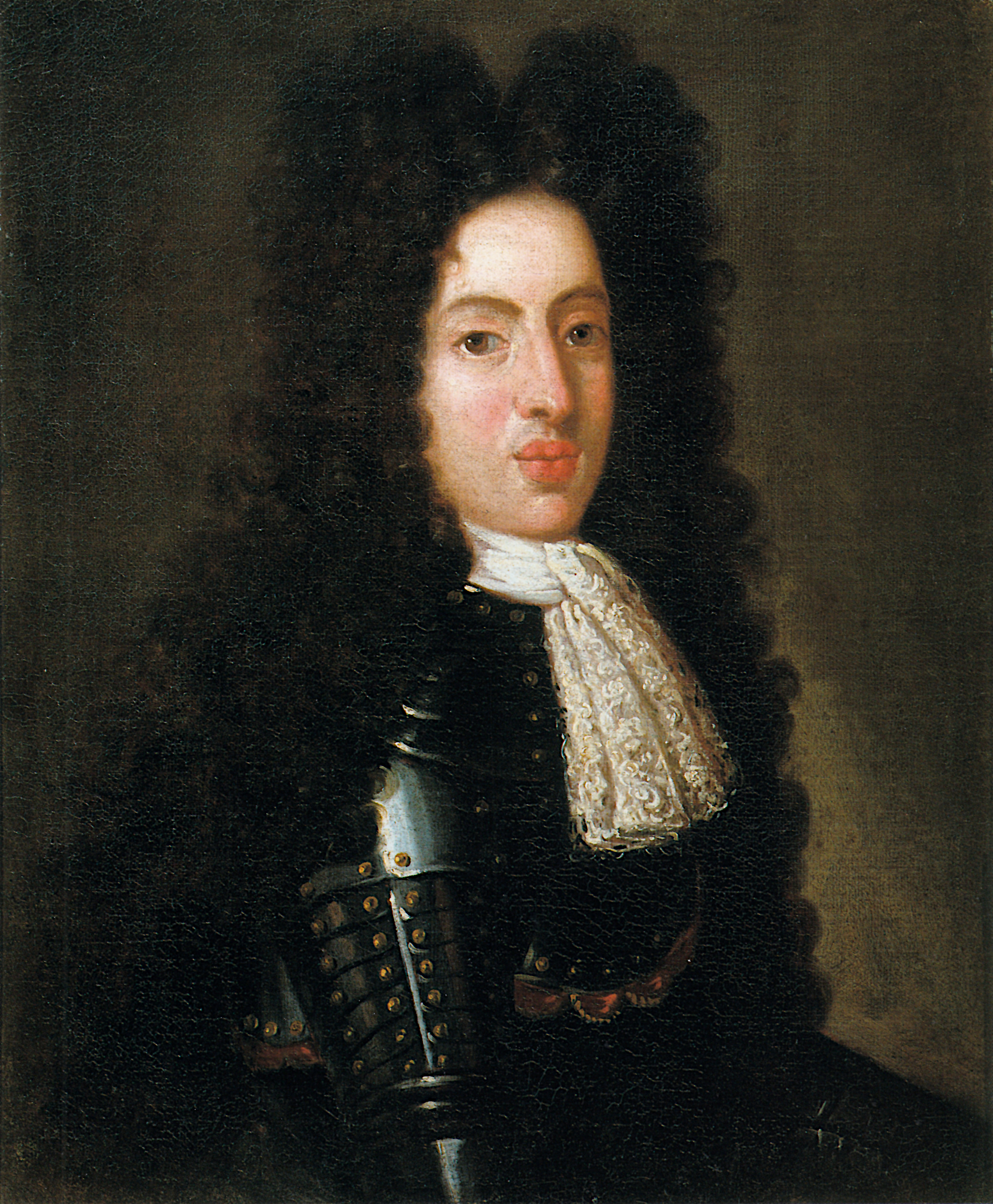
"Gian Gastone de' Medici" (1695 ca.)
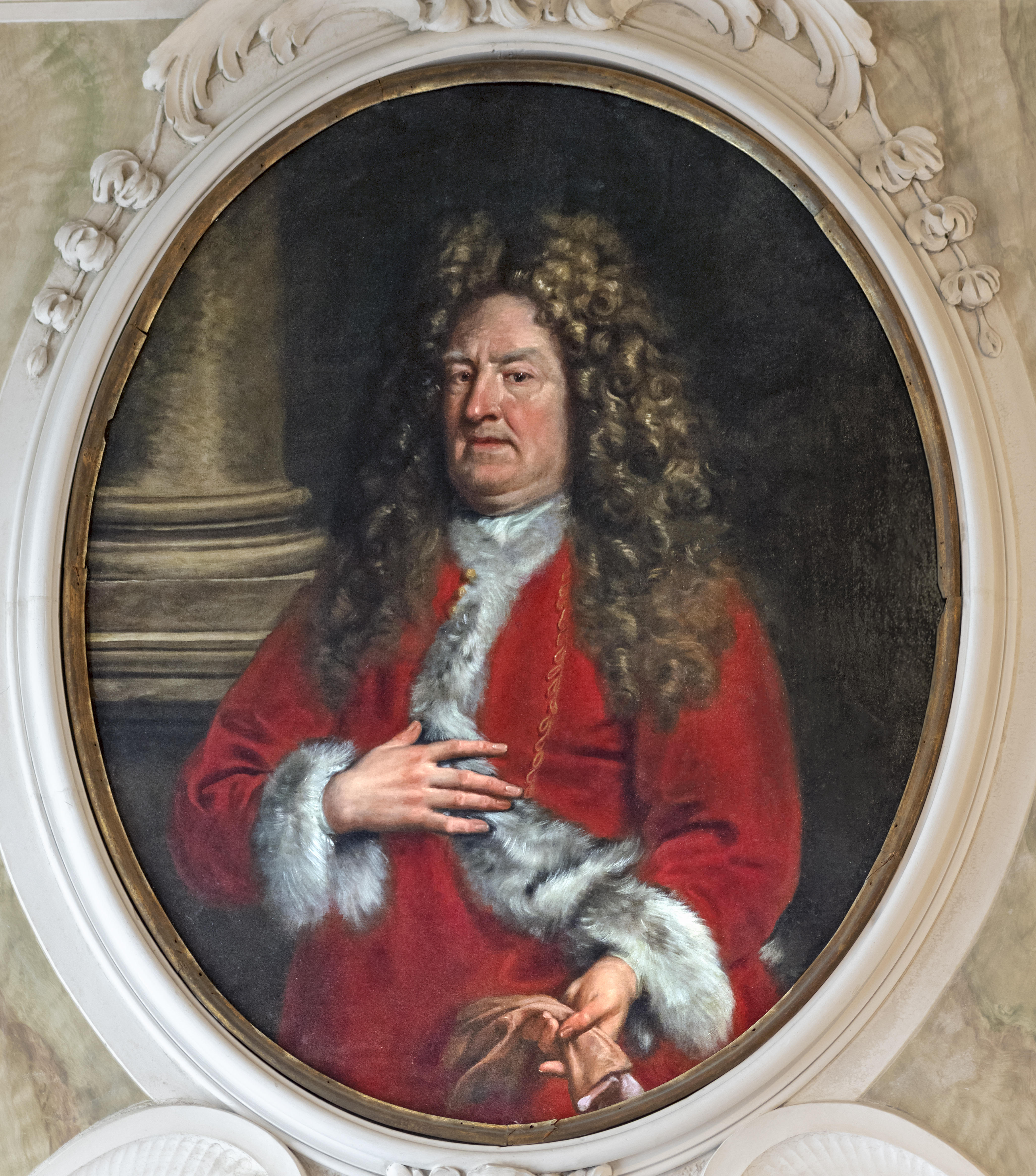
Ritratto di gentiluomo in rosso Ca'Rezzonico Venezia